# Anomala sempronia
Anomala sempronia är en skalbaggsart som beskrevs av Ohaus 1930. Anomala sempronia ingår i släktet Anomala och familjen Rutelidae. Inga underarter finns listade i Catalogue of Life.